# Gora Rykachëva
Gora Rykachëva (englische Transkription von russisch Гора Рыкачёва Gora Rykatschowa) ist ein Nunatak im ostantarktischen Mac-Robertson-Land. Er ragt im Mawson Escarpment auf.
Russische Wissenschaftler benannten ihn. Der Namensgeber ist nicht überliefert.